# Nepenthes lowii
Espèce
Classification phylogénétique
Statut de conservation UICN

 VU D2 : Vulnérable
Statut CITES
Nepenthes lowii est une espèce de plantes à fleurs de la famille des Nepenthaceae. C'est une plante carnivore endémique de l'Île de Bornéo en Asie du Sud-Est. Elle se trouve sur plusieurs sommets du nord de Bornéo à des altitudes variant de 1 650 à 2 600 m. La forme particulière du piège en fait une plante rare et recherchée.

## Morphologie
Nepenthes Lowii est une plante grimpante qui peut atteindre 10 m de long dans la nature. Les urnes supérieures sont d'une forme très caractéristique : enflée à la base, se rétrécissant au milieu et particulièrement large au niveau du péristome. La taille des pièges dépasse parfois les 25 cm de haut pour 10 cm de large.

## Hybridation
Il existe au moins sept hybrides naturels de cette espèce.